# 东华派
东华派是道教的一个派别，最初从宋朝时期的灵宝派中分化出来，创始人是北宋末、南宋初道士宁全真。宁全真师从田灵虚、王古，得灵宝、东华法箓，修持不怠，“能通真达灵，飞神谒帝”，又得杨羲所遗“灵宝玄范四十九品五府玉册符文一宗印诀”，道业大进，门徒甚众，东华道法遂盛行东南地区。
东华派主要以内炼为主。与传统灵宝派相比较，东华派继承了晋、唐的灵宝古法，又取内丹学说，并广收百家道术，包括升神飞步、存思服气、吞日踏斗、洞观内视、祝圣襘禳、开度追摄、炼尸生仙等，但对盛行宋、元的雷法不太重视，亦无禅宗及理学的影响，保持了传统灵宝派"普度众生"、擅长斋醮的面貌。
所传《灵宝领教济度金书》共320卷，是《道藏》中卷数最多的一部书。